# Антропиха (Нижньогородська область)
Антропиха (рос. Антропиха) — присілок у Краснобаковському районі Нижньогородської області Російської Федерації.
Населення становить 27 осіб. Входить до складу муніципального утворення робітниче селище Ветлузький.

## Історія
Від 2009 року входить до складу муніципального утворення робітниче селище Ветлузький.

## Населення
| 2002 | 2010 |
| ---- | ---- |
| 26   | ↗27  |